# Epilampra irmleri
Epilampra irmleri är en kackerlacksart som beskrevs av Rocha e Silva och Aguiar 1978. Epilampra irmleri ingår i släktet Epilampra och familjen jättekackerlackor. Inga underarter finns listade i Catalogue of Life.